# Mường Lạn, Điện Biên
Mường Lạn là một xã thuộc huyện Mường Ảng, tỉnh Điện Biên, Việt Nam.

## Địa lý
Xã Mường Lạn nằm ở phía nam của huyện Mường Ảng, có vị trí địa lý:
- Phía đông giáp xã Xuân Lao
- Phía tây và phía bắc giáp xã Nặm Lịch
- Phía nam giáp huyện Điện Biên Đông.

Xã Mường Lạn có diện tích 40,60 km², dân số năm 2022 là 4.384 người,  mật độ dân số đạt 107 người/km².

## Hành chính
Xã Mường Lạn được chia thành 9 bản.

## Lịch sử
Ngày 14 tháng 11 năm 2006, Chính phủ ban hành Nghị định số 135/2006/NĐ-CP về việc:
- Thành lập xã Nặm Lịch trên cơ sở 3.582 ha diện tích tự nhiên và 2.307 người của xã Mường Lạn.
- Chuyển xã Mường Lạn thuộc huyện Tuần Giáo về huyện Mường Ảng mới thành lập quản lý.

Sau khi điều chỉnh địa giới hành chính, xã Mường Lạn còn lại 4.051,16 ha diện tích tự nhiên và 3.457 nhân khẩu.
Ngày 6 tháng 9 năm 2012, UBND tỉnh Điện Biên ban hành Quyết định số 819/QĐ-UBND về việc:
- Thành lập bản Co Muông trên cơ sở một phần của Bản Bon.
- Thành lập bản Lạn A và bản Lạn B trên cơ sở toàn bộ Bản Lạn.

Ngày 26 tháng 8 năm 2019, HĐND tỉnh Điện Biên ban hành Nghị quyết số 124/NQ-HĐND về việc:
- Thành lập bản Hua Ná trên cơ sở bản Hua Ná A và bản Hua Ná B.
- Thành lập Bản Lạn trên cơ sở bản Lạn A và bản Lạn B.
- Sáp nhập bản Co Muông vào Bản Bon.